# Björnhuvud
Björnhuvud är en by och en udde i Eckerö på Åland. Björnhuvud har 33 invånare (2017). Björnhuvud ligger i sydöstra Eckerö vid södra delen av Marsund och gränsar i norr till Marby och i nordväst till Överby.

## Geografi
Terrängen på Björnhuvud är varierad. De centrala delarna domineras av det mer än 40 meter höga Kasberget med branta stränder i både öster och väster. I söder har den mer låglänta Björnskatan vuxit ihop med Björnhuvud och bildat en flad. Norr om Kasberget finns ett område med jordbruksmark som fortsätter upp längst östra sidan av Eckerö. I söder breder den vida Björnhuvudfjärden ut sig.

## Etymologi
Björnhuvud är snarast ett jämförelsenamn som syftar på någon geografisk formation på udden.

## Befolkningsutveckling
| Befolkningsutvecklingen i Björnhuvud 2000–2015 | Befolkningsutvecklingen i Björnhuvud 2000–2015 | Befolkningsutvecklingen i Björnhuvud 2000–2015 | Befolkningsutvecklingen i Björnhuvud 2000–2015 | Befolkningsutvecklingen i Björnhuvud 2000–2015 |
| ---------------------------------------------- | ---------------------------------------------- | ---------------------------------------------- | ---------------------------------------------- | ---------------------------------------------- |
|                                                |                                                |                                                |                                                |                                                |
| År                                             |                                                |                                                | Folkmängd                                      |                                                |
| 2000                                           | 2000                                           |                                                | 11                                             |                                                |
| 2005                                           | 2005                                           |                                                | 25                                             |                                                |
| 2010                                           | 2010                                           |                                                | 29                                             |                                                |
| 2015                                           | 2015                                           |                                                | 33                                             |                                                |